# Валвентоза (Лука)
Валвентоза је насеље у Италији у округу Лука, региону Тоскана.
Према процени из 2011. у насељу је живело 12 становника. Насеље се налази на надморској висини од 78 м.